# Diattacounda
Diattacounda (ou Diatacounda, Diatakunda ou Jatakunda) est une localité de Moyenne-Casamance (Sénégal), située dans le département de Goudomp et la région de Sédhiou, sur la rive gauche du fleuve Casamance, à proximité de la frontière avec la Guinée-Bissau. Elle est traversée par la « route du Sud », la RN 6 qui relie Ziguinchor à Kolda.
Le village a été érigé en commune en juillet 2008.
Selon une source officielle, Diattacounda compte 3 112 habitants et 288 ménages.
À vol d'oiseau, les localités les plus proches sont Anisse, Tiare, Tindaba, Kodji, Bantandiang, Diobene, Maronkounda.